# Rhyacophila newelli
Rhyacophila newelli är en nattsländeart som beskrevs av Donald G. Denning 1968. Rhyacophila newelli ingår i släktet Rhyacophila och familjen rovnattsländor. Inga underarter finns listade i Catalogue of Life.